# Рымарево
Рымарево — посёлок в Жердевском районе Тамбовской области России. 
Входит в Бурнакский сельсовет.

## География
Расположено на реке Осиновка (нижнем правом притоке Савалы), в 15 км к северо-западу от райцентра, города Жердевка, и в 90 км по прямой к югу от центра города Тамбова.
В 10 км к юго-востоку находится село Бурнак (центр сельсовета).
Железнодорожная платформа Рымарево на участке Борисоглебск — Жердевка — Липецк.

## Население
| 2002 | 2010 |
| ---- | ---- |
| 283  | ↘209 |

Согласно результатам переписи 2002 года, в национальной структуре населения русские составляли 94 % от жителей.